# Cremonini Live: Stadi 2022 + Imola
Cremonini Live: Stadi 2022 + Imola è il terzo album dal vivo del cantautore Italiano Cesare Cremonini, pubblicato il 28 ottobre 2022 dalla Virgin.

## Antefatti e descrizione
Successivamente alla pubblicazione del settimo album in studio La ragazza del futuro il 25 febbraio 2022, Cremonini ha intrapreso il Cremonini negli Stadi Tour in otto città: Lignano Sabbiadoro, Milano, Torino, Padova, Firenze, Bari, Roma e Imola. Il 29 settembre 2022 pubblica il duetto Stella di mare con Lucio Dalla e annuncia la pubblicazione di un album dal vivo Cremonini Live: Stadi 2022 + Imola tratto dal tour il 28 ottobre 2022.

## Accoglienza
| Recensione | Giudizio |
| ---------- | -------- |
| Rockol     | 7/10     |

Ernesto Assante, recensendo l'album per Rockol, descrive il progetto come «il tentativo da parte di Cremonini di raccontare, nella maniera migliore, il suo momento, fermare l’attimo fuggente», il quale «rifiuta l’intimità» poiché «viene riportata in una generale magniloquenza nel tono della produzione, necessariamente ampio».

## Tracce
CD 1
1. Stella di mare (con Lucio Dalla) – 5:14
2. Intro (Live) – 1:26
3. La ragazza del futuro (Live) – 4:58
4. PadreMadre (Live) – 5:42
5. Il comico (sai che risate) (Live) – 5:54
6. La nuova stella di Broadway (Live) – 4:29
7. Chimica (Live) – 5:47
8. Colibrì (Live) – 4:43
9. Qualcosa di grande (Live) – 4:39
10. Buon viaggio (Share the Love) (Live) – 4:09
11. MoonWalk (Live) – 6:12
12. Vieni a vedere perché (Live) – 5:19
13. Le sei e ventisei (Live) – 5:56
14. Mondo (Live) – 7:31

CD 2
1. Logico #1 (Live) – 4:42
2. GreyGoose (Live) – 5:15
3. Stella di mare (con Lucio Dalla) (Live) – 6:38
4. Lost in the Weekend (Live) – 5:26
5. Ciao (Live) – 4:08
6. Delfini (Live) – 1:02
7. Chiamala felicità (Live) – 4:20
8. 50 Special (Live) – 4:06
9. Marmellata #25 (Live) – 6:30
10. Poetica (Live) – 4:50
11. Nessuno vuole essere Robin (Live) – 5:41
12. Al telefono (Live) – 4:07
13. Un giorno migliore (Live) – 5:32

## Classifiche
| Classifica (2022) | Posizione massima |
| ----------------- | ----------------- |
| Italia            | 5                 |